# Dagbé
Le Dagbé est un fleuve de Côte d'Ivoire qui se jette dans le Golfe de Guinée à Dagbego .